# 저스틴 스카이
저스틴 스카이(Justine Skye, 1995년 8월 24일 ~ )는 미국의 싱어송라이터, 댄서, 모델이다.

## 음반 목록
- Ultraviolet (2018)
- Bare with Me (The Album) (2020)
- Space & Time (2021)